# Oscar Villa
Oscar Villa  fue un actor que nació en  Argentina y falleció en 1977.
En las décadas de 1930, 1940 y 1950 trabajó en los teatros Apolo, Maipo, Porteño, Casino y El Nacional en sainetes y revistas. En teatro, radio -por ejemplo en Gran pensión El Campeonato- y televisión fue figura soporte de los grandes cómicos de esos años. En cine tuvo papeles destacados en La barra mendocina  (1935), Cadetes de San Martín  (1937), Eclipse de sol (1943) y La otra y yo  (1949).

## Filmografía
Actor
- El divorcio está de moda (de común acuerdo)    (1978)
- La casa del amor    (1973)
- El caradura y la millonaria   (1971)
- En una playa junto al mar   (1971)
- El gran crucero    (1970)
- Lo prohibido está de moda   (1968)
- El andador    (1967) .... Pato
- El festín de Satanás    (1958)
- Alejandra    (1956)
- Mi marido y mi novio    (1955)
- Siete gritos en el mar    (1954)
- Cuando un pobre se divierte    (1951)
- Una noche cualquiera    (1951)
- Escuela de campeones    (1950)
- Bólidos de acero    (1950)
- Don Fulgencio (El hombre que no tuvo infancia)    (1950) .... Radragaz
- Diez segundos    (1949)
- La otra y yo    (1949)
- Una atrevida aventurita    (1948)
- La senda oscura    (1947)
- El hombre del sábado    (1947)
- El muerto falta a la cita    (1944) .... Gordo
- Los hombres las prefieren viudas    (1943)
- Eclipse de sol (1943)
- Así te quiero    (1942)
- Confesión    (1940)
- Busco un marido para mi mujer    (1938)
- 24 horas en libertad    (1938)
- Melodías porteñas    (1937)
- Los locos del cuarto piso    (1937)
- Cadetes de San Martín    (1937)
- Una porteña optimista    (1937)
- El conventillo de la Paloma    (1936)
- Por buen camino    (1935)
- La barra mendocina    (1935)
- Monte criollo    (1935)